# Aristídis Konstantinídis
Pour les articles homonymes, voir Konstantinidis.
Aristídis Konstantinídis, ou Aristidhis Constantinidhis dans les comptes rendus en français de l’époque (en grec moderne : Αριστείδης Κωνσταντινίδης) est un cycliste grec, champion olympique lors des Jeux olympiques d'été de 1896 à Athènes.
Aristídis Konstantinídis participe aux épreuves de cyclisme lors des Jeux olympiques d'été de 1896. Son meilleur résultat est sur la course sur route, où il parvient à parcourir les 87 kilomètres de distance aller-retour entre la cité d'Athènes et Marathon dans un temps de 3 heures 22 minutes 31 secondes (25,850 km/h de moyenne). Il devient ainsi le premier champion olympique de cyclisme sur route de l'histoire. Avant la course sur route, Aristidis Konstantinídis a participé aux 100 kilomètres sur piste (où il abandonne comme six autres coureurs) et au 10 kilomètres sur piste (où on ne sait si Konstantinídis termine 5e et dernier classé ou s’il abandonne comme Yeóryios Koléttis, Koléttis et Konstantinídis s’étant percuté au septième kilomètre).

## Palmarès

### Jeux olympiques
- Jeux olympiques de 1896 à Athènes (Grèce) :
  - Cyclisme :
    -  Champion olympique de la course en ligne

## Sources
- (en) Bill Mallon et Ture Widlund, The 1896 Olympic Games. Results for All Competitors in All Events, with Commentary, Jefferson, McFarland, 1998, 152 p. (ISBN 978-0-7864-0379-0) (Excerpt available at www.aafla.org)
- De Wael Herman 2001, Herman's Full Olympians consulté le 26-01-2007